# Idaho Falls
Idaho Falls è una città degli Stati Uniti, capoluogo della Contea di Bonneville, nello Stato dell'Idaho.
È la maggiore città dell'Idaho orientale.